# José Cestero
José Cestero, né le 24 janvier 1938, à Río Piedras, à Porto Rico, est un ancien joueur portoricain de basket-ball.

## Palmarès
- Finaliste des Jeux panaméricains de 1959